# Pseudobaccharis acaulis
Pseudobaccharis acaulis es una especie de Magnoliopsida del género Pseudobaccharis, de la familia Asteraceae, del orden Asterales.

## Distribución
Pseudobaccharis acaulis se distribuye por el noroeste de Argentina, Bolivia y el norte de Chile.

## Taxonomía
Fue descrita científicamente por (Hugh Algernon Weddell ex Robert Elias Fries) Ramón Peñafort Malagarriga. Fue publicado por primera vez en Memorias de la Sociedad de Ciencias Naturales La Salle, volumen 37, número 107, en la página 137 (1976).